# 東西教会の分裂
東西教会の分裂（とうざいきょうかいのぶんれつ）は、キリスト教教会が、ローマ教皇を首長とするカトリック教会（西方教会）と、東方の正教会とに二分されたことをいう。
この東西教会の分裂は、多くのシスマ（分裂）の中でも史上最大規模だったことから大シスマとも呼ばれる。

## 分裂の年
分裂の年は、日本においては、ローマ教皇とコンスタンティノープル総主教が相互に破門した1054年とされることが多い。
しかし、395年にローマ帝国が東西に分割された後、476年の西ローマ帝国滅亡を経て、東西両教会の交流が薄くなり、数百年の間に教義の解釈の違い（フィリオクェ問題等）、礼拝方式の違い、教会組織のあり方の違い（教皇権に対する考え方の違い、司祭の妻帯可否等）などが増大した。
そうした流れの中に1054年の事件があるのであり、一応、1054年の「相互破門」が日本の世界史教科書等で一般的な目安ではあるが、異論も少なくない。1054年の相互破門自体は東西双方から解消されているが、未だに東西両教会の「合同」は成立していない。

キリスト教諸教派の成立の概略を表す樹形図。更に細かい分類方法と経緯があり、この図はあくまで概略である。

## 分裂の経緯

### 11世紀まで：東西教会の差異拡大
一般に東西両教会が分裂したとされるのは「1054年のローマ教皇とコンスタンティノープル総主教の相互破門」と言われる事件であるが、これ以前にも、
- ローマ教皇（ローマ司教）の地位（教皇首位権問題）
- 典礼（奉神礼）の形式の差異の広がり
- フィリオクェ問題
- 助祭・司祭も妻帯が認められなかった西方に対し、輔祭・司祭には妻帯が認められていた東方という、聖職者の妻帯についての考え方の差異
- 聖像破壊論争
- 東ローマ帝国の事前承認を経ないローマ教皇によるカール大帝の戴冠（偽書『コンスタンティヌスの寄進状』も参照）
- フォティオスの分離（英語版）
- スラヴ語奉神礼（典礼）の是非
- モラヴィアおよびルーシを、ローマとコンスタンティノープルのいずれが管轄するか（モラヴィア王国、オフリドのクリメントも参照）

等のさまざま問題をめぐり、両教会の間には数百年間にわたる論争と差異が既に顕在化していた。従って、東西教会の分裂は11世紀になって両教会の両指導者の思惑によって突如発生させられたのではない。

### 1054年：教皇と総主教の相互破門

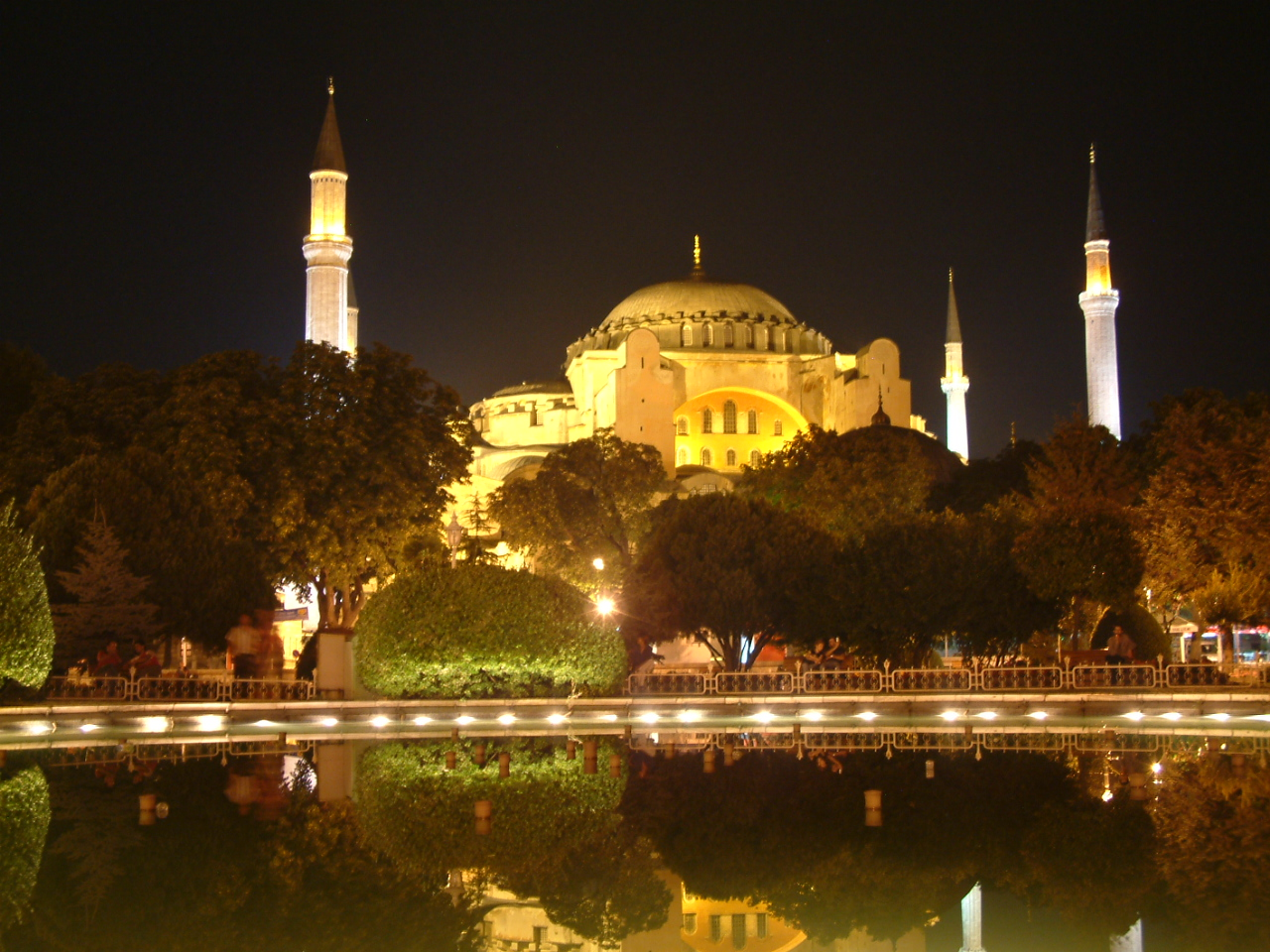
現在のアギア・ソフィア大聖堂の夜景。周囲の4本のミナレットはオスマン帝国時代にモスクに転用された際に付け加えられたもの。

1054年、ローマ教会とコンスタンティノープル教会は主にローマ教皇の教皇首位権を巡って対立が深まっていたが、使節としてコンスタンティノープルを訪れていた枢機卿フンベルトはコンスタンティノープル総主教ミハイル1世キルラリオスの非礼に怒り、ミハイル1世キルラリオスとその同調者に対する破門状をアギア・ソフィア大聖堂の宝座に叩き付けた。これに対し、ミハイル1世キルラリオスは枢機卿フンベルトとその一行を破門した。
上に述べたように11世紀前半までの東西教会の差異は既に広がっていたのであり、1054年に起きたローマ教皇レオ9世とコンスタンティノープル総主教ミハイル1世キルラリオス（ミカエル・ケルラリオス）との相互破門というこの事件が東西教会分裂の始まりと捉えるのは誤りである。あくまで東西教会の相違を象徴する、分かりやすい事件の一つという程度の位置づけが妥当である。
しかもこの「相互破門」は、
- 西方教会側では事件の前にローマ教皇レオ9世が永眠しており、破門の主体がローマ教皇ではなく、使節フンベルトの独断だった面が極めて強いこと。[5]。
- 東方教会側では使節団であるフンベルト一行のみを破門したと認識していた事[5]。
- あくまで本事件はローマ教皇とコンスタンティノープル総主教との相互破門であり、同じく正教会に属するアレクサンドリア総主教、アンティオキア総主教、エルサレム総主教はこの事件には関わっておらず、「東西両教会の分裂」と言うのは飛躍し過ぎである[6]。

以上の事情により、「決定的な教会分裂」と言える事件であるかどうか疑問であるだけでなく、相互破門自体が両教会全体に対して有効だったのかすらも怪しいものである。事実、この事件後も、ローマ教皇に新教皇が就任した後も、ローマ教皇とコンスタンティノープル総主教の交流は続いていた。
実際、この「相互破門」は1960年代に入って正教会とカトリック教会の双方から解消されたが、東西教会の合同、フル・コミュニオンないし相互領聖（相互陪餐）は現在に至るまで未だに実現していないことも、1054年の「相互破門」についての事件性に対する過大評価に疑問符をつける根拠となる。後述するように、東西教会の分裂は1204年まで確定していなかったと正教会では捉えられている。

### 1054年から15世紀まで・十字軍

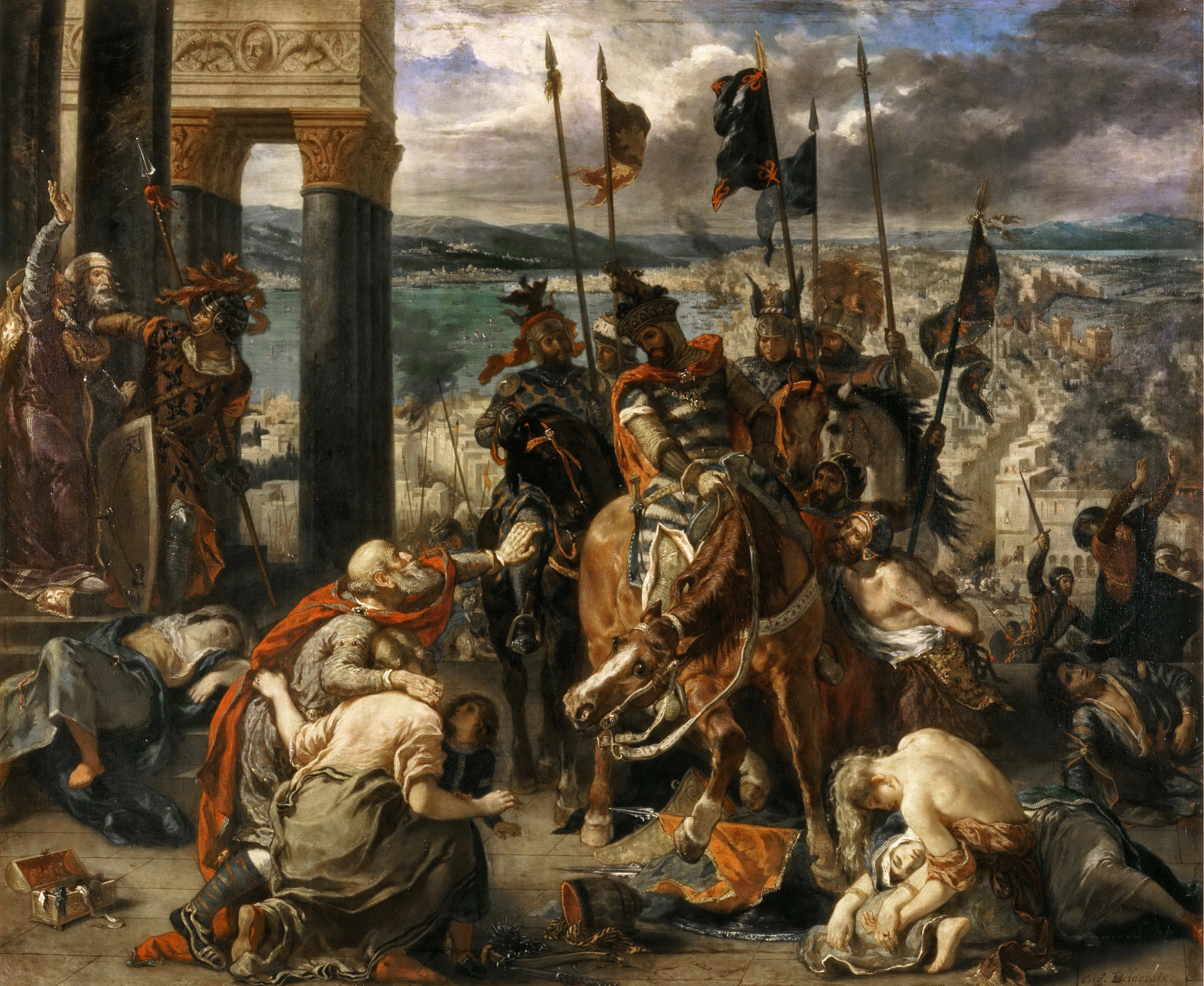
「十字軍のコンスタンティノープルへの入城」 (ウジェーヌ・ドラクロワ、1840年作)
第4回十字軍のコンスタンティヌーポリ（コンスタンティノープル）における蛮行が描かれている。

「相互破門」以降も、両教会にとり分裂の解消は大きな課題のひとつでありつづけた。特にイスラーム勢力によるシリア、アナトリアへの侵攻に悩まされていた歴代の東ローマ帝国皇帝は、ローマ教皇の教会における首位権を認める代償として西欧諸国からの援軍を期待する傾向が強かった。
しかし、相互の教義の違いのみならず、文化・組織・政治的状況の差異は拡大しつづけた。
特に第4回十字軍によるコンスタンティノープル（1204年）の陥落と、それに伴う東ローマ帝国市民への虐殺・略奪・婦女暴行や、新たなコンスタンティノポリス総大司教座の設置を伴った教区制度の破壊と簒奪、および正教会への迫害行為は、正教会側の対カトリック感情を決定的に悪化させてしまった。カトリック教会におけるコンスタンティノポリス総大司教座は近代に至るまで名目上は存続し続けた。
第4回十字軍の際のみならず、十字軍の各回において、既存のエルサレム総主教庁を無視したエルサレム総大司教座など、東地中海地域には東方典礼カトリック教会の教区が既存の正教会の教区を無視する形で設立されていた。
13世紀後半から15世紀前半のパレオロゴス朝東ローマ皇帝もそれまでの皇帝と同様、基本的に西欧からの援軍を期待してローマとの和解を模索するが、民衆・貴族・修道士・教会のいずれからも猛反対が起こり、皇帝の意図は達成されることは無かった。

### フィレンツェ公会議での東西教会合同不成立

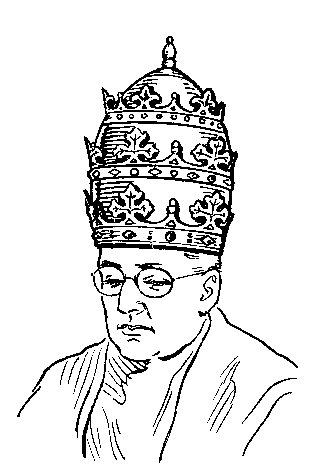
ローマ教皇の三重冠

15世紀のフィレンツェ公会議は、オスマン帝国の領土拡大に圧迫された東ローマ帝国の政治的危機を背景に、東ローマ皇帝の意を受けた正教会の妥協によるフィリオクェの容認にほぼ落ち着くかにみえたが、正教会側の出席者1名がこの決定に異論を唱え合意文書への署名を拒否したことにより、最終的な合意にいたらなかった。
この時の正教会側の出席者達は東ローマ皇帝の東西教会統合への意向を受けた人選だったが、にもかかわらず合意がなされなかった事は、この時点で東西教会の差異がいかに開いていたかを示すものである。まして第4回十字軍の記憶冷めやらぬコンスタンチノープル市民や、正教会の正統性についての意識をコンスタンチノープルから継承したルーシの諸教会において、東西教会再統合への反発が広範囲に起こっていたことは極めて自然だった。東ローマ帝国の大臣兼軍司令官のルカス・ノタラス大公に至っては「ローマ教皇の三重冠を見るくらいなら、スルタンのターバンを見るほうがましだ」と公言していたほどだった。

### 16世紀以降
16世紀には、イエズス会が精力的に東方伝道を行い、正教徒のカトリック教会への改宗を進めた。
ウクライナ・ロシア西部ではカトリック教会を奉じるポーランド王ジグムント3世の支配下に置かれた正教会が、聖俗両面から圧迫・弾圧を受けた。その結果の一つがウクライナ・ロシア西部の多くの教会をローマ教皇の管轄の下に置く事となった1596年のブレスト合同であったが、ブレスト合同は反対派を議場から締め出し、ポーランド王の権力の下で強引な経緯を経て成立したものであった。これによりウクライナ東方カトリック教会が成立。こんにちに至るまでの東西教会の主要な対立原因の一つとなっている。
十字軍の時代に、東地中海地域に東方典礼カトリック教会の教区が既存の正教会の教区を無視する形で設立されたことと合わせ、東方正教会側にはカトリックが議論によってではなく、力でローマ教皇の権威の下に他者を併呑しようとしているとの危惧と不信感が醸成されていった。このことは、カトリックとの対話に懐疑的な勢力を正教会内部に育て、その影響は現在もなお広い範囲に根強く残っている。
この直後、東ローマ帝国が西方からの大規模な増援なく滅亡したことも、東方教会側の一致への動機を減じたことは否定できない（奮戦した傭兵部隊も存在し、一定の美談も生んだが）。

### 近現代における差異の拡大と対立
1870年の第1バチカン公会議において、教皇不可謬説が正式なカトリック教会の教義として採択された。カトリックが信仰および道徳に関する事柄について教皇座（エクス・カテドラ）から厳かに宣言する場合、その決定は聖霊の導きに基づくものとなるため、正しく決して誤りえないとするものだった。
この採択内容は、高位聖職者たる総主教といえども誤りを犯す事は人間として当然に有り得るのであり、公会議の決定に総主教も従わなければならないとする正教会の伝統的な考え方とは全く相容れないものであり、これによってカトリック教会と正教会の差異はより広がった。なお教皇不可謬説はカトリック教会内部からも異論の出るものであり、復古カトリック教会が成立する結果を招来してもいる。
ポーランドの正教会では150箇所の正教会の聖堂がカトリック教会の聖堂として強制的に転用されるという事件が1920年代に起こり、ウクライナとポーランドにおける東西両教会の関係に近現代においても尚しこりを残すこととなった。

## 近代以降：和解への道のり

### 「相互破門」の解消
正教会と聖公会はロシア革命が起こるまで、「教皇首位権に否定的かつ伝統的な教会である」「ロマノフ朝とハノーヴァー朝の姻戚関係」等の要因によって、特に英国国教会とロシア正教会の主導の下で関係深化が進められていた。しかしソ連邦成立以降はこの試みは頓挫し、現在、正教会と聖公会の関係は特に深いものではなくなっている。
1964年、東方正教会とカトリック教会の間で和解に向けた一歩として、ローマ教皇パウロ6世とコンスタンティノープル全地総主教アシナゴラス1世がエルサレムで会談した。1965年、エキュメニズムが大きなテーマとなった第2バチカン公会議においてローマカトリック教会の中で東方正教会との和解への道が再び模索され、正教会への働きかけが行われた。その結果を受けて1965年12月7日、公会議の席上まずローマ教皇パウロ6世によって「カトリック教会と正教会による共同宣言」が発表され、続いて正教会側もイスタンブール（コンスタンティノープル）でこれを発表した。これによって1054年以降続いていた相互破門状態はようやく解消され、東西教会の対話がはじめられることになった。
但し先述の通り、この相互破門は破門として有効だったのか疑わしい程度のものであった。また、両教会のトップによる「和解」の後も、全体的な関係改善に結び付いているとは言えない状況である。

### 東西教会両首脳が同席した聖体礼儀

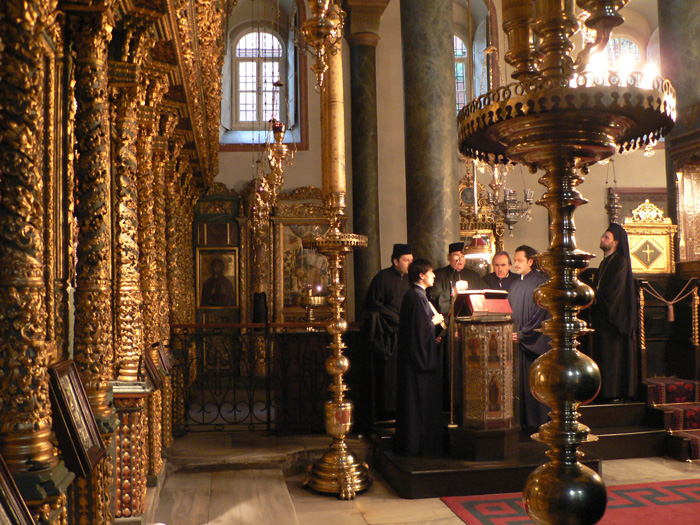
現在のコンスタンティノープル総主教座聖堂である聖ゲオルギオス大聖堂の内観。奉神礼時の光景。右詠隊（正教会の詠隊が左右に分かれる場合の、右側の詠隊を指す語）が歌っている。左側に至聖所のイコノスタシスが写っている。

2006年11月29日、コンスタンティノープル総主教の座所である聖ゲオルギオス大聖堂で、コンスタンティノープル全地総主教ヴァルソロメオス1世が司祷する聖体礼儀に、ローマ教皇ベネディクト16世が陪席した。この聖体礼儀については以下が指摘される。

## 東西教会分裂の現状

### 「分裂とは何か」「和解とは何か」の問題
冒頭に述べた通り、東西教会の分裂には「何を以て分裂と看做すのか」「何を以て和解成立と看做すのか」のレベルで見解の差が発生する。
仮に1054年の「相互破門」が分裂の主要な事件であり、これを解く事が和解と看做されるのであれば、「相互破門」が解消された現状では既に正教会とカトリック教会は和解していると言い得る。先述の通り、ローマ教皇もコンスタンティノープル全地総主教も、互いに破門を解いており、会談も20世紀以降数回にわたって行われている。秘蹟（正教会では機密と訳される）の有効性についても、洗礼は両教派において互いの秘蹟・機密を有効とみなしてきた。秘蹟・機密の有効性の承認が教会和解の要件であるとすれば、これも和解実現と看做されうる。
しかしやはり東西教会は分裂状態にあると言われるのは、相互陪餐・相互領聖が行われていない事に象徴されている。相互領聖とは互いの教会で聖体を受ける事が出来る状態を指すが、カトリック教会では正教徒は領聖が可能である一方で、正教会ではカトリック信徒は聖体拝領が出来ない。また、教会の要件としてローマ教皇の首位性の承認を挙げるカトリック教会側の見解は正教会には受け入れられないものであり、教会概念についての見解の差もまた分裂の事象の一つである。フィリオクェ問題、礼拝形式の差、神学上の見解の差も埋められてはいない。
従って、「ローマ教皇とコンスタンティノープル総主教の会談」は、「和解への前進」では間違いなくあるものの、「完全な和解」そのものを意味するものではない。
2016年2月12日、ローマ教皇とモスクワ総主教の歴史上初めての直接会談が実現した。確かに東西教会の和解に向けた大きな一歩である事は疑いない。しかしローマ教皇とコンスタンティノープル総主教の会談についてと同様の理由に加え、世界最大の独立正教会であるロシア正教会の首座主教であるとはいえモスクワ総主教は一独立教会の首座主教以上でも以下でも無いのであり、これも「完全な和解」を意味するものではない。

### 現況：緊張持続と緊張緩和

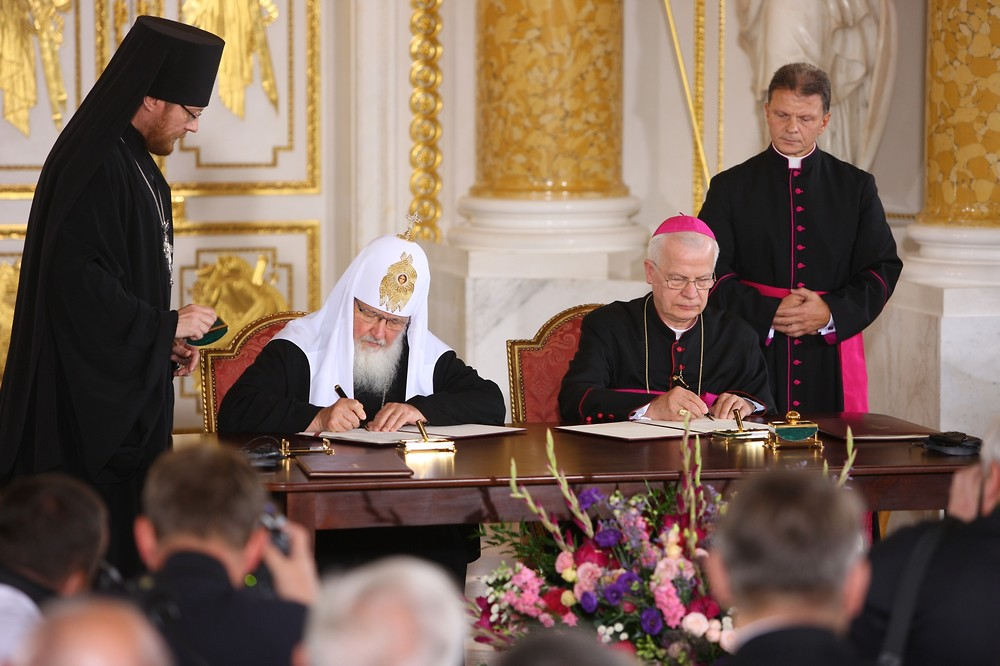
モスクワ総主教キリル1世（中央左）と、プシェムィシル大司教ユゼフ・ミハリク（中央右）（2012年）。ワルシャワにて。

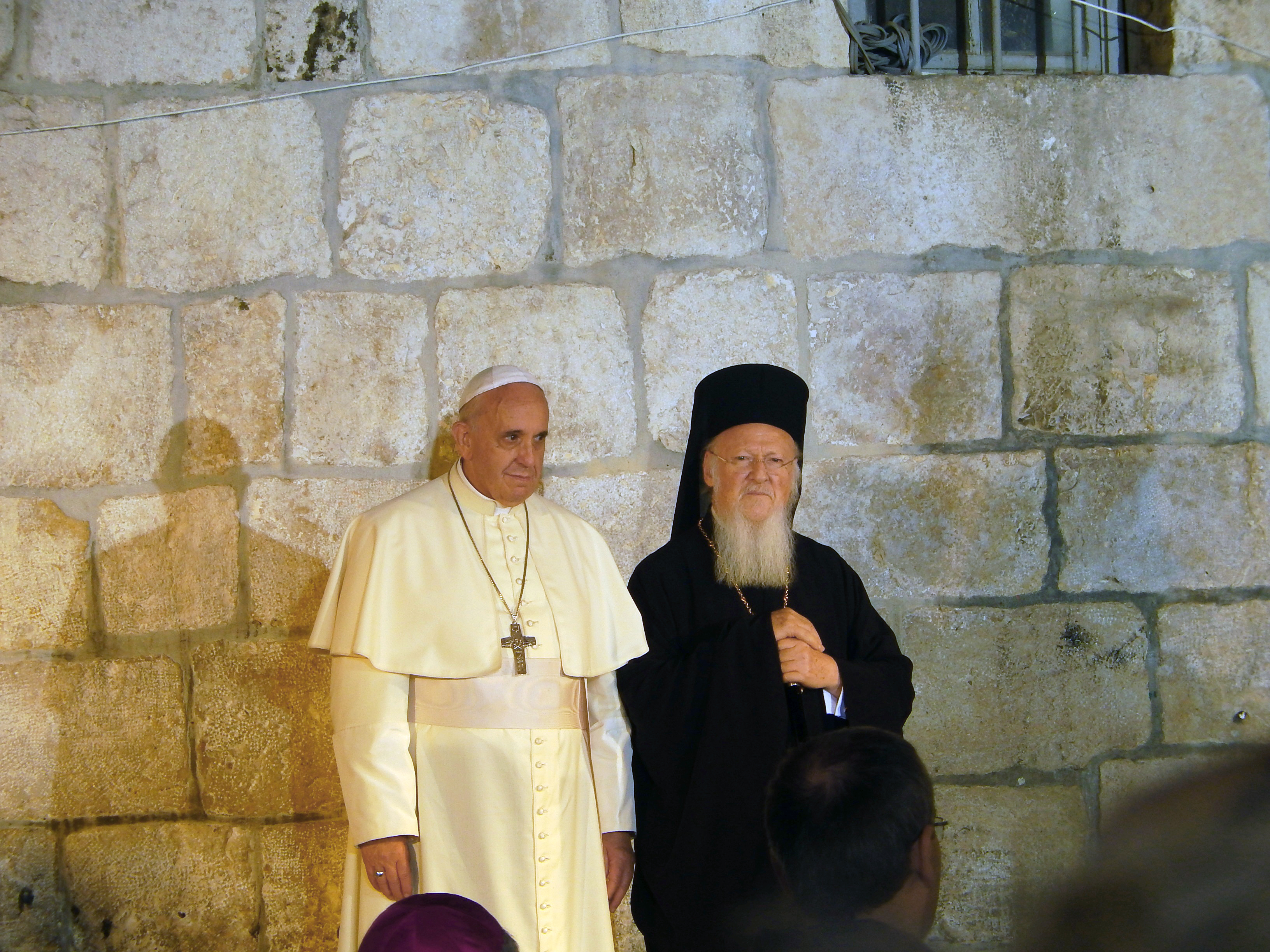
教皇フランシスコ（左）と全地総主教ヴァルソロメオス1世（右）（2014年）。エルサレムにて。

「合同での聖体礼儀」が行われ東西和解がアピールされている事にみられるように、正教会側では現在、コンスタンティノープル全地総主教が東西教会の対話に熱心である。またルーマニア正教会のダニイル総主教も同様の傾向を示している。しかし他の正教会とカトリック教会の間の対話はあまり進んでいない。コンスタンティノープル総主教庁下の教会・修道院、およびルーマニア正教会管轄下の教会・修道院も、東西教会和解に向けて一枚岩となっている訳ではない。
ウクライナや中東における東方典礼カトリック教会問題など、東西教会再統合への障壁は、依然として高い。表向き和解を喧伝しながら正教会信徒の西方教会への改宗を促進する西方教会の姿勢に対する懐疑も同地域で根強い。しかも正教会には、ローマ教皇のように全教会を束ねる権限を持つ総主教はコンスタンティノープル全地総主教を含めて存在しない（全地総主教の「首位」は、殆ど儀礼・名誉上の範囲にとどまり、権限は極めて限定的である）。したがって正教会側のコンスタンティノープル総主教と、カトリック教会側のローマ教皇が会談をすることは、東西教会の関係改善に役立つことは間違いないにしても、それだけで全ての正教会と、カトリック教会との和解が飛躍的に進展したことを必ずしも意味する訳ではない。
また、2007年7月10日、ローマ教皇庁は「ローマ・カトリック教会は唯一の正統な教会である」との記述内容を含む文書を公表した。これには教皇ベネディクト16世が承認を与えている。同文書はプロテスタント教会についても言及し、「使徒ペテロに始まる使徒的伝承をプロテスタント教会が壊し、叙階の秘跡を損なったために、『教会』と呼ぶことはできない。」とした。正教会については、使徒的伝承を守っていると評価する一方、教皇に対する認識の面で「まったき教会としては欠点がある」とした。この文書の内容に対しては正教会のみならず、プロテスタントからも広く反発が起こっている。
しかし一方で、比較的緊張した関係にあるとされるロシア正教会とカトリック教会の間にも、一定の交流は存在する。
教皇ヨハネ・パウロ2世の永眠の際には、ロシア正教会渉外局長でありロシア正教会のナンバー2と目されるスモレンスク府主教キリル（肩書当時、のち総主教）が弔問に訪れている。十字軍によって西方に持ち去られた不朽体などの返還も進められている。また現代の社会問題を巡り、モスクワ総主教キリルは近年の社会問題（世俗化、グローバリゼーション、伝統的道徳原理の衰退など）につき、教皇ベネディクト16世と正教会の主張が近い事を指摘（救世主ハリストス大聖堂での主教会議にて）、一定程度のカトリックへの親近感を表明した。
また、様々な面で保守的と目され、上述のように他教派から反発を受けることもあるベネディクト16世ではあったが、2007年10月22日にはイタリアのナポリで開催された異宗教間サミットに出席し、世界平和と人類の和解のために尽力することを呼びかけるなど、各宗教および東方教会を含む他教派との対話を拒絶していたわけでは無い。
駐伊ロシア大使館の敷地内に新しく建てられたロシア正教会の聖堂である、アレクサンドリアの聖エカテリナ教会を2006年5月19日に成聖するために、渉外局長でありロシア正教会のナンバー2と目されるキリル府主教（肩書当時）がイタリアを訪れた際には、教皇ベネディクト16世とキリル府主教が会見を行った。また前日の18日の記念演奏会で、教皇庁正義と平和評議会元議長ロジェ・エチガライ枢機卿が教皇の名において祝辞を述べ、キリル府主教はこれに対し共に祈ることと対話・協力の大切さを強調する言葉で応じた。
アメリカでは、マンハッタン宣言において、正教会、カトリック教会、さらには北米聖公会、福音派が協調している。
そして2016年2月12日には、前述のとおり、キューバの首都ハバナにおいて、教皇フランシスコとロシア正教会の最高位に就いたキリル総主教の直接会談が行われた。ただしこの会談については、日本のカトリック教会の司祭は「たいへん歴史的な会談ではあるが、彼らが私達との交わりに入る事は無いであろう。だがこれまでこのような会談は無かったので、大きな進歩でもある。」と述べている。日本正教会の司祭からは「キリスト教徒は協力し合うべき」として「歓迎」の評価が出されたものの、既にこれまでも両教会間での対話は続いて来た事を指摘（前述の通り、および右上画像のように、モスクワ総主教キリル1世とカトリック教会の大司教が共同声明にサインするなど、「トップ同士以外の交流」は既に頻繁に行われていた）し、「画期的というよりは象徴的なもの」と述べている。以上両教会の司祭のコメントから、ジャパン・タイムズは「教皇が正教の総主教に会うも、両教会の再合同はありそうもない、と東京の司祭達が述べる」との見出しをまとめている。
このように、東西両教会の間には、深刻な分裂が続いている反面、交流が維持されている面も存在している。